# Гіллсборо (парафія, Нью-Брансвік)
Гіллсборо (англ. Hillsborough) — парафія в Канаді, у провінції Нью-Брансвік, у складі графства Альберт.

## Населення
За даними перепису 2016 року, парафія нараховувала 1308 осіб, показавши скорочення на 6,2%, порівняно з 2011-м роком. Середня густина населення становила 4,3 осіб/км².
З офіційних мов обидвома одночасно володіли 160 жителів, тільки англійською — 1 145. Усього 10 осіб вважали рідною мовою не одну з офіційних.
Працездатне населення становило 60,6% усього населення, рівень безробіття — 12,1% (15,3% серед чоловіків та 7,4% серед жінок). 87,9% осіб були найманими працівниками, а 9,3% — самозайнятими.
Середній дохід на особу становив $33 489 (медіана $28 368), при цьому для чоловіків — $37 896, а для жінок $28 771 (медіани — $32 896 та $25 024 відповідно).
34,2% мешканців мали закінчену шкільну освіту, не мали закінченої шкільної освіти — 22,9%, 42,9% мали післяшкільну освіту, з яких 24,2% мали диплом бакалавра, або вищий.
| Статево-вікова структура населення | Статево-вікова структура населення | Статево-вікова структура населення | Статево-вікова структура населення | Статево-вікова структура населення |
| ---------------------------------- | ---------------------------------- | ---------------------------------- | ---------------------------------- | ---------------------------------- |
|                                    |                                    |                                    |                                    |                                    |
| Всього                             | Всього                             | 52,3%47,7%                         |                                    |                                    |
| 0 — 14 років                       | 0 — 14 років                       |                                    | 12,6%                              | 12,6%                              |
| 15 — 64 років                      | 15 — 64 років                      |                                    | 67,2%                              | 67,2%                              |
| 65 і більше                        | 65 і більше                        |                                    | 20,2%                              | 20,2%                              |
| 85 і більше                        | 85 і більше                        |                                    | 0,8%                               | 0,8%                               |
| Середній вік (років)               | Середній вік (років)               | 44,845,7                           | 45,2                               | 45,2                               |
| Медіана (років)                    | Медіана (років)                    | 48,549,6                           | 48,9                               | 48,9                               |
| — чоловіки — жінки                 |                                    |                                    |                                    |                                    |

| Походження мешканців:     | Походження мешканців:     | Походження мешканців: | Походження мешканців: | Походження мешканців: |
| ------------------------- | ------------------------- | --------------------- | --------------------- | --------------------- |
| Походження                |                           |                       | осіб                  | %                     |
| Корінні американці        | Корінні американці        |                       | 65                    | 4.98%                 |
| Інше північноамериканське | Інше північноамериканське |                       | 745                   | 57.09%                |
| Європейське               | Європейське               |                       | 855                   | 65.52%                |
| британське                | британське                |                       | 695                   | 53.26%                |
| французьке                | французьке                |                       | 130                   | 9.96%                 |
| українське                | українське                |                       | 10                    | 0.77%                 |
| Африканське               | Африканське               |                       | 10                    | 0.77%                 |

| Зайнятість населення за галузями (за класифікацією NOC): | Зайнятість населення за галузями (за класифікацією NOC): | Зайнятість населення за галузями (за класифікацією NOC): | Зайнятість населення за галузями (за класифікацією NOC): | Зайнятість населення за галузями (за класифікацією NOC): |
| -------------------------------------------------------- | -------------------------------------------------------- | -------------------------------------------------------- | -------------------------------------------------------- | -------------------------------------------------------- |
|                                                          |                                                          |                                                          |                                                          |                                                          |
| Управління                                               | Управління                                               |                                                          | 8,1%                                                     | 8,1%                                                     |
| Бізнес, фінанси та адміністрування                       | Бізнес, фінанси та адміністрування                       |                                                          | 14%                                                      | 14%                                                      |
| Природничі та прикладні науки                            | Природничі та прикладні науки                            |                                                          | 5,9%                                                     | 5,9%                                                     |
| Охорона здоров'я                                         | Охорона здоров'я                                         |                                                          | 7,4%                                                     | 7,4%                                                     |
| Освіта, правозахист, муніципальні та урядові служби      | Освіта, правозахист, муніципальні та урядові служби      |                                                          | 9,6%                                                     | 9,6%                                                     |
| Мистецтво, культура, відпочинок та спорт                 | Мистецтво, культура, відпочинок та спорт                 |                                                          | 1,5%                                                     | 1,5%                                                     |
| Роздрібна торгівля та послуги                            | Роздрібна торгівля та послуги                            |                                                          | 25,7%                                                    | 25,7%                                                    |
| Гуртова торгівля, транспорт та обладнання                | Гуртова торгівля, транспорт та обладнання                |                                                          | 20,6%                                                    | 20,6%                                                    |
| Природні ресурси, сільське господарство                  | Природні ресурси, сільське господарство                  |                                                          | 5,9%                                                     | 5,9%                                                     |
| Виробництво                                              | Виробництво                                              |                                                          | 3,7%                                                     | 3,7%                                                     |

## Клімат
Середня річна температура становить 5,6°C, середня максимальна – 22,3°C, а середня мінімальна – -13,2°C. Середня річна кількість опадів – 1 248 мм.
| Клімат поселення                              | Клімат поселення | Клімат поселення | Клімат поселення | Клімат поселення | Клімат поселення | Клімат поселення | Клімат поселення | Клімат поселення | Клімат поселення | Клімат поселення | Клімат поселення | Клімат поселення | Клімат поселення |
| Показник                                      | Січ.             | Лют.             | Бер.             | Квіт.            | Трав.            | Черв.            | Лип.             | Серп.            | Вер.             | Жовт.            | Лист.            | Груд.            |                  |
| Середній максимум, °C                         | −2,32            | −1,49            | 3,08             | 8,79             | 15,16            | 20,18            | 22,27            | 21,47            | 17,26            | 11,46            | 5,96             | −0,68            |                  |
| Середня температура, °C                       | −7,75            | −6,92            | −2,36            | 3,38             | 9,76             | 14,75            | 18,63            | 17,83            | 13,62            | 7,83             | 2,32             | −4,32            |                  |
| Середній мінімум, °C                          | −13,17           | −12,34           | −7,77            | −2,05            | 4,32             | 9,32             | 15,00            | 14,20            | 9,98             | 4,20             | −1,31            | −7,96            |                  |
| Норма опадів, мм                              | 115              | 94               | 109              | 97               | 110              | 104              | 96               | 83               | 95               | 103              | 119              | 123              |                  |
| Середньомісячна швидкість вітру, м/с          | 4.43             | 4.36             | 4.48             | 4.34             | 3.94             | 3.50             | 3.22             | 3.11             | 3.40             | 3.84             | 4.14             | 4.46             |                  |
| Середньомісячна сонячна радіація, кДж/м²·день | 5276             | 8686             | 12337            | 15188            | 18165            | 20275            | 20010            | 17693            | 13340            | 8492             | 4969             | 4012             |                  |
| --------------------------------------------- | ---------------- | ---------------- | ---------------- | ---------------- | ---------------- | ---------------- | ---------------- | ---------------- | ---------------- | ---------------- | ---------------- | ---------------- | ---------------- |
| Джерело:                                      |                  |                  |                  |                  |                  |                  |                  |                  |                  |                  |                  |                  |                  |